# الزهراء المنصوري
الزهراء المنصوري هي شاعرة مغربية. نشرت قصائدها في شعر المرأة العربية: مختارات معاصرة، في الولايات المتحدة، تحرير كتب إنترلنك، 2001، (ردمك 1-56656-374-7).

## القصائد
- سر المرايا
- التخلي